# شقرا (عربستان سعودی)
شقرا (به عربی: شقراء) یک شهرک در عربستان سعودی است که در استان ریاض واقع شده‌است. این شهر در ۱۸۵ کیلومتری شمال شرق شهر ریاض واقع شده است. 

## خصوصیات
شقرا ۳۵٬۰۰۰ نفر جمعیت دارد.

## نگارخانه

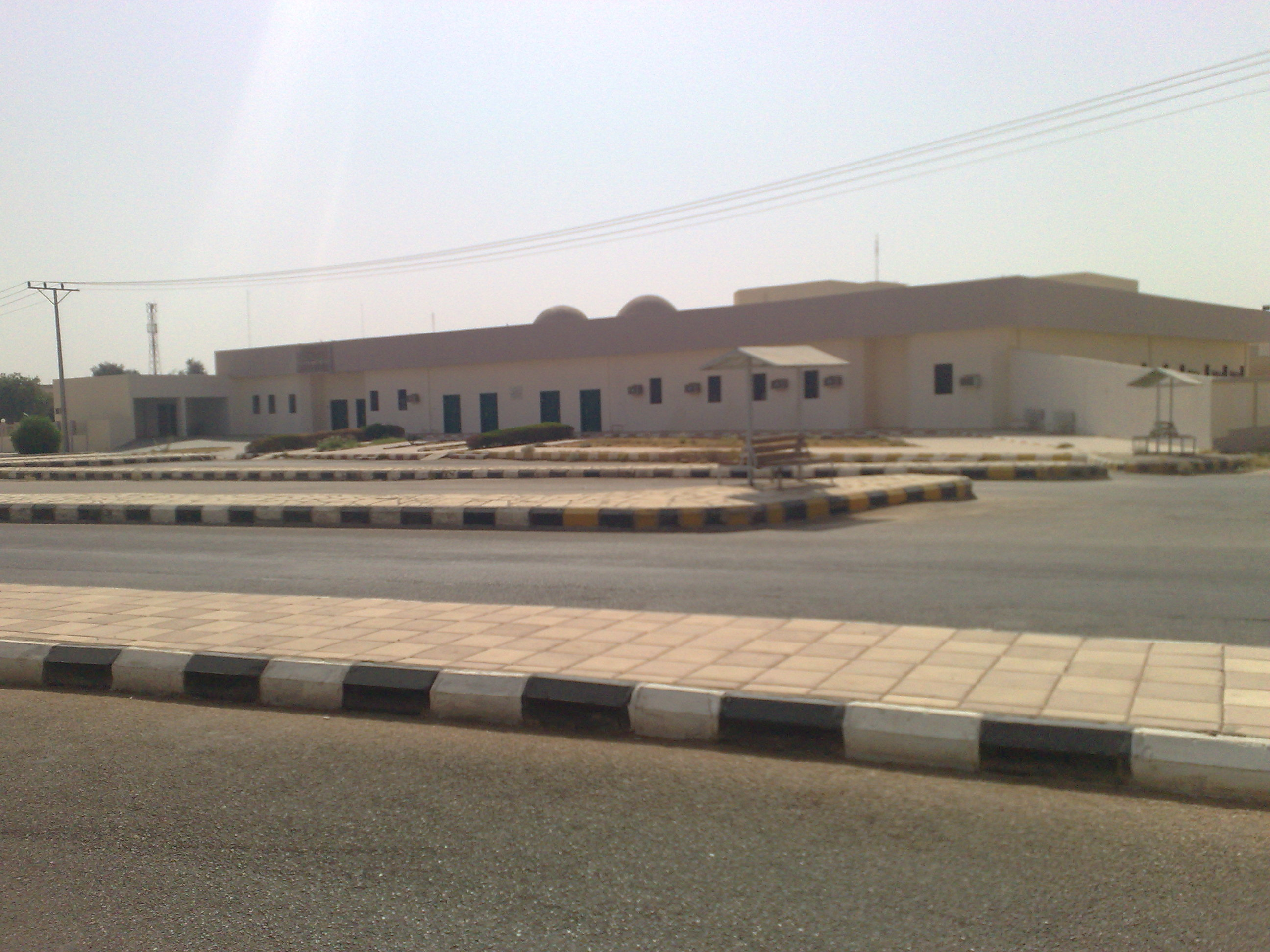
بیمارستان قدیمی شقرا
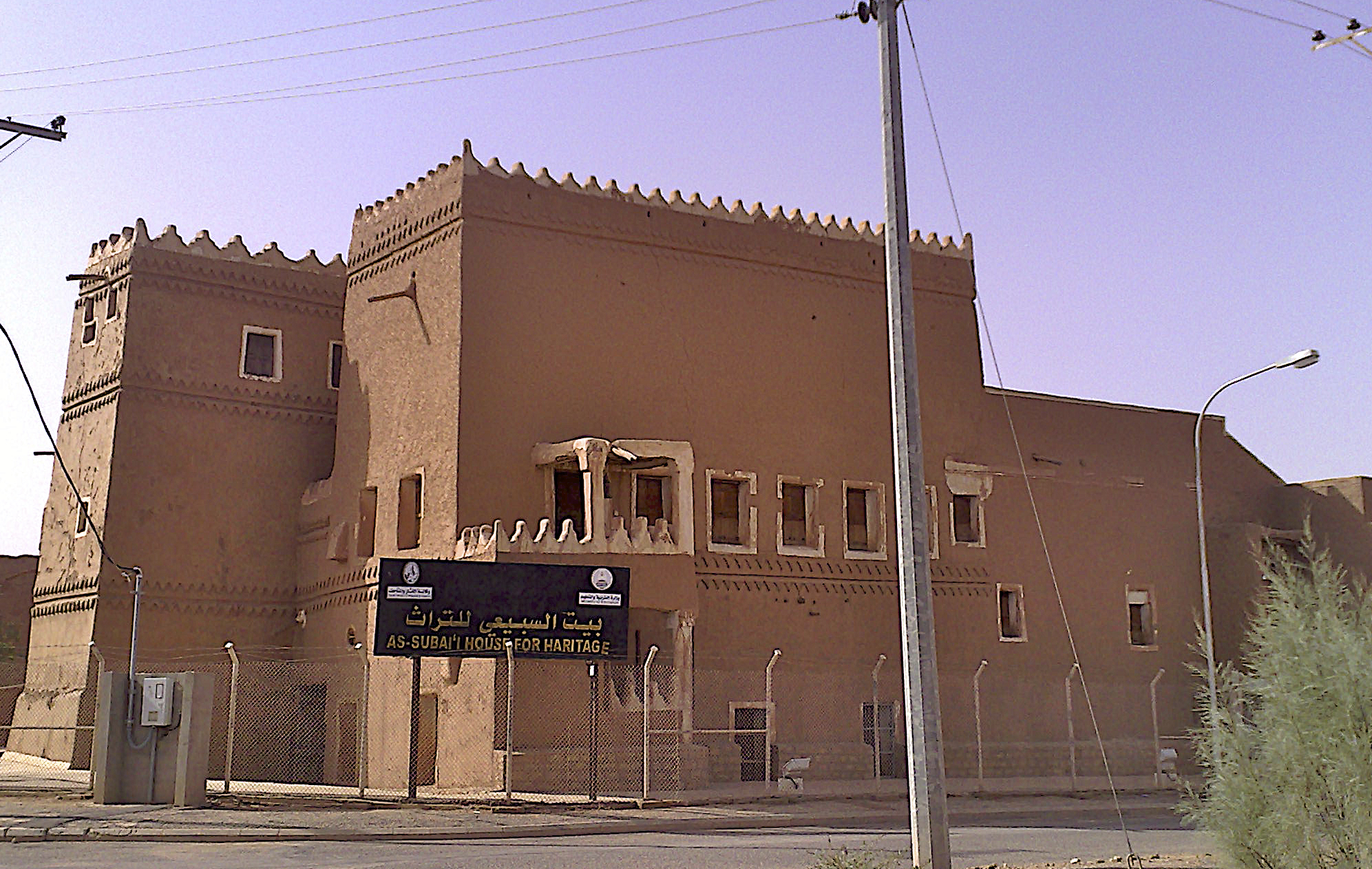